# Liste der Bodendenkmäler im Forst Tennenlohe
Auf dieser Seite sind die Bodendenkmäler in dem mittelfränkischen gemeindefreien Gebiet Forst Tennenlohe zusammengestellt. Diese Tabelle ist eine Teilliste der Liste der Bodendenkmäler in Bayern. Grundlage ist die Bayerische Denkmalliste, die auf Basis des Bayerischen Denkmalschutzgesetzes vom 1. Oktober 1973 erstmals erstellt wurde und seither durch das Bayerische Landesamt für Denkmalpflege geführt wird. Die folgenden Angaben ersetzen nicht die rechtsverbindliche Auskunft der Denkmalschutzbehörde.

| Lage                        | Objekt                                                                                          | Akten-Nr.     | Bild |
| --------------------------- | ----------------------------------------------------------------------------------------------- | ------------- | ---- |
| Forst Tennenlohe (Standort) | Wallgrabenanlage sowie Ofenlochhöhle mit vorgeschichtlichen Funden.                             | D-5-6432-0069 |      |
| Forst Tennenlohe (Standort) | Bestattungsplatz mit Grabhügel vorgeschichtlicher Zeitstellung oder Turmhügel des Mittelalters. | D-5-6432-0070 |      |
| Forst Tennenlohe (Standort) | Bestattungsplatz mit Grabhügel vorgeschichtlicher Zeitstellung.                                 | D-5-6432-0071 |      |